# Юшково (Сокольский район)
Юшково — деревня в Сокольском районе Вологодской области при впадении реки Юшковка в реку Двиница.
Входит в состав Двиницкого сельского поселения, с точки зрения административно-территориального деления — в Двиницкий сельсовет.
Расстояние по автодороге до районного центра Сокола — 46 км, до центра муниципального образования Чекшина — 8 км. Ближайшие населённые пункты — Федяево, Казнакурьево, Аферьево.
По данным переписи в 2002 году постоянного населения не было.